# Mwamba Kazadi
Pour les articles homonymes, voir Mwamba et Kazadi.
Mwamba Kazadi, né Robert Kazadi Mwamba, est un footballeur international congolais (6 mars 1947 – 1996). Il a joué au poste de gardien de but, notamment au Tout Puissant Mazembe.

## Biographie
Né le 6 mars 1947, Congo belge, République démocratique du Congo.
Mwamba Kazadi a participé à la Coupe du monde 1974 avec l'équipe du Zaïre.